# Breitsaat

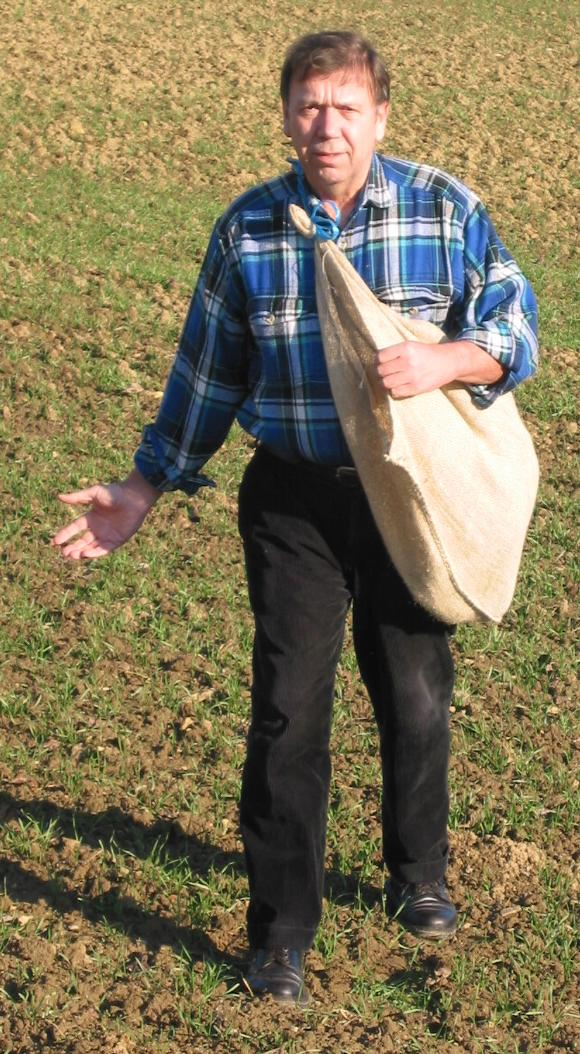
Handsaat

Auch im Wappen von Ebensfeld

Bei der Breitsaat werden die Samenkörner, im Gegensatz zu Drillsaat oder Bandsaat, auf der ganzen Fläche des Saatbetts verteilt. Dies kann von Hand oder mit Geräteunterstützung geschehen. Gebräuchlich ist dieses Aussaatverfahren in Gärtnereien und bei kleinsamigen Sommerzwischenfrüchten auch in der Landwirtschaft. Bei Getreide ist es nur noch in landwirtschaftlichen Kleinbetrieben anzutreffen.

Drillsaat
Bandsaat
Breitsaat

Bei der Handsaat hat die säende Person einen Saatgutsack umgebunden oder eine Saatgutwanne umgehängt. Mit einer Hand wird beim Schreiten das Saatgut ergriffen und bei jedem zweiten Schritt mit geöffneter flacher Hand ausgestreut. Man spricht auch von Saatwurf, Rechtshänder werfen beim Tritt auf den rechten Fuß, Linkshänder entsprechend auf links.
Bei Kleinsämereien mit niedrigem Tausendkorngewicht wird zum Ergreifen der Samen nur Daumen und Mittelfinger verwendet und das Saatgut über den ausgestreckten Zeigefinger gleichmäßig verteilt.
Das Ziel – z. B. bei Getreide ca. 600 Körner pro Quadratmeter zu säen – wird durch die Menge je Wurf, die Wurfbreite und Schrittlänge versucht zu erreichen; ein entsprechendes Training ist notwendig. Bei einer Schrittgeschwindigkeit von 70/Minute und einer Wurfbreite von 2 Metern kann pro Stunde etwa 0,5 ha gesät werden.
Für die Maschinensaat stehen Handgeräte mit einem durch Kurbel angetriebenen Streumechanismus, Düngerstreuer und Drillmaschinen mit stillgelegter Reihensaatvorrichtung zur Verfügung.
Direkt nach der Aussaat muss das Saatgut in geeigneter Weise, z. B. mit der Egge in den Boden eingearbeitet werden um die Voraussetzungen für die Keimung zu schaffen und vor Vogelfraß, insbesondere der Saatkrähen, zu schützen. Mit Gartenwalze, Andrückbrett oder Andruckrollen kann der Bodenanschluss des Saatgutes verbessert werden.
Mit der Einführung der Drillsaat bei Getreide konnte die Saatmenge um ca. 30 % verringert werden. Die Körner werden durch Schare in einer saatgutspezifischen Tiefe, meistens 2–4 cm, gleichmäßig abgelegt. Mit modernen Säkombinationen kann die Aussaat heute sitzend und wesentlich schneller erledigt werden.

## Andere Methoden
- Dippelsaat
- Direktsaat
- Drillsaat
- Einzelkornsaat
- Mulchsaat
- Wettsaat